# Seseli irramosum
Seseli irramosum är en flockblommig växtart som först beskrevs av Karl Heinz Rechinger och Harald Harold Udo von Riedl, och fick sitt nu gällande namn av Pimenov och Sdobnina. Seseli irramosum ingår i släktet säfferötter, och familjen flockblommiga växter. Inga underarter finns listade i Catalogue of Life.